# Méliphage à cou jaune
Manorina flavigula
Espèce
Statut de conservation UICN

 LC  : Préoccupation mineure
Le Méliphage à cou jaune (Manorina flavigula) est une espèce de passereau méliphage trouvé en Australie.

## Description

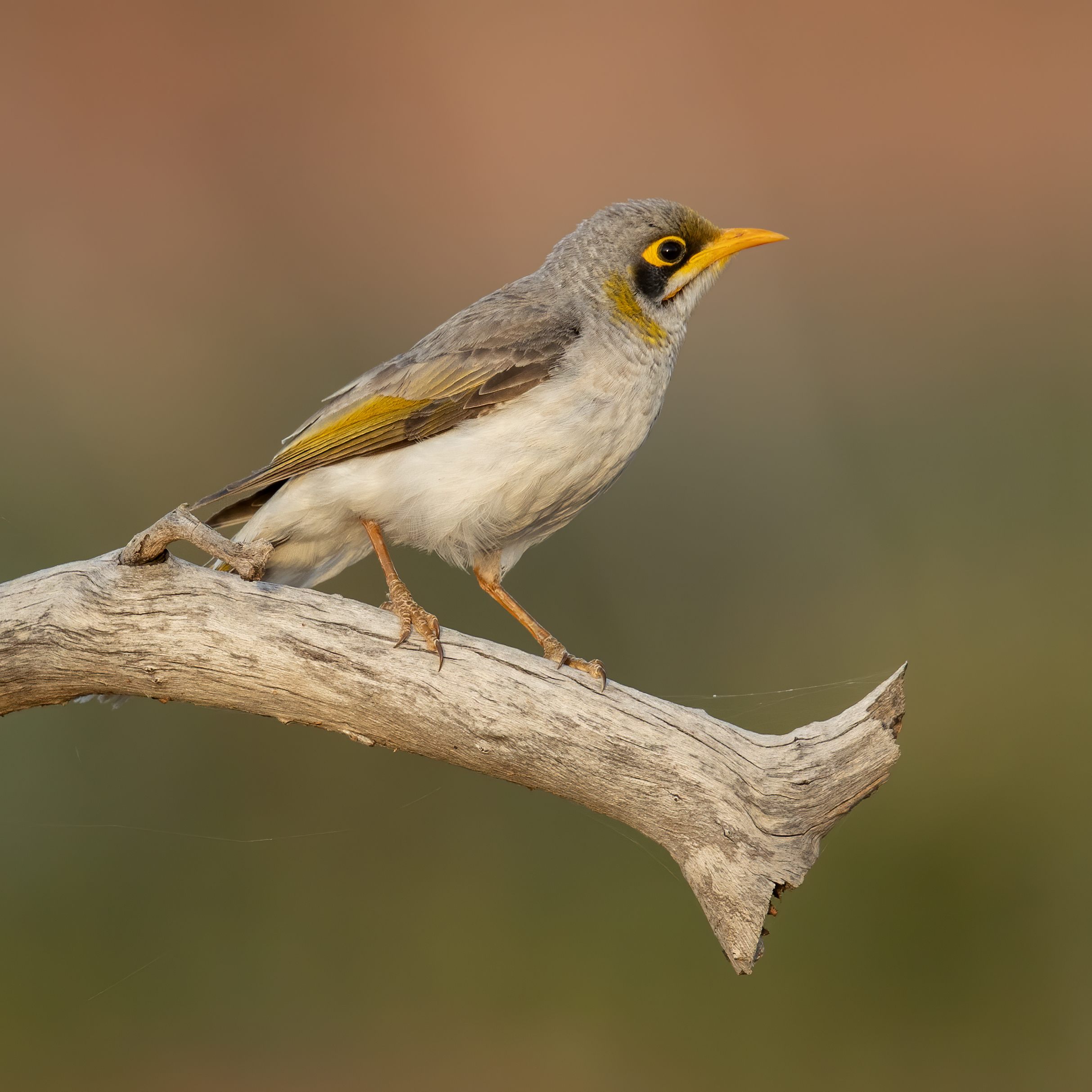
Un méliphage à cou jaune dans le parc national Sturt, Australie. Aout 2020.

Cet oiseau mesure entre 26 et 28 centimètres à l'âge adulte.
D'un plumage blanc grisé sous le ventre, ses ailes sont bordées de vert. Son bec est jaune orangé, de même que ses pattes.

## Distribution et habitat
On le trouve partout en Australie.
Préférant plutôt les forêts sèches, il vit aussi dans certaines zones habitées.

## Alimentation
Son régime est essentiellement composé d'insectes, bien qu'il se nourrisse également de nectar de temps à autre.